# Bajo otra luz
Bajo Otra Luz è il terzo singolo estratto dal quarto album di studio di Nelly Furtado Mi Plan. Il singolo, nell'album, vede la partecipazione di Julieta Venegas e de La Mala Rodríguez mentre le versioni alla radio e del video sostituiscono la parte di Julieta Venegas con le voci delle coriste mantenendo la parte hip-hop de La Mala.

## Video
Il video vede protagoniste Nelly e La Mala in abiti e costumi molto diversi, colorati che si alternano a danze divertenti e spensierate.

## Canzone
La canzone parla di un nuovo rapporto, che il protagonista è molto orgoglioso del perché si sente che la sua vita è completamente cambiata. Versi come "El color de mi vida Cambio desde que tú llegaste" (" Il colore della mia vita è cambiato da quando sei tornata "), mostrano il significato della canzone. Il brano è stato interamente scritto da Julieta Venegas, e include un rap versetto del ponte che è stato scritto e interpretato da La Mala Rodríguez.

## Classifiche
| Classifica (2010) | Posizione massima |
| ----------------- | ----------------- |
| Cile              | 95                |